# 班台莱耶夫
班台萊耶夫（俄语：Л. Пантелеев, 1908年8月9日—1987年7月9日）苏联儿童文学作家，以其自传体小说《什基德共和国》（与别雷赫合著）以及儿童故事和童话而闻名。由于战争，他一度沦为流浪儿。随后，其于1921年進入以陀思妥耶夫斯基命名的流浪兒學校，一九二五年開始發表作品。著有小說《什基德共和國》、《表》、《檔案》、《我們的瑪莎》等。鲁迅于1935年将小说《表》由德文版转译为中文插图本，同年7月由上海生活书店出版。